# Tautenhain, Saale-Holzland
Tautenhain là một đô thị thuộc huyện Saale-Holzland, trong bang Thüringen, Đức. Đô thị Tautenhain, Saale-Holzland có diện tích 8,91 km².